# Zgierski
Zgierski là một huyện thuộc tỉnh Łódzkie của Ba Lan. Huyện có diện tích 855 km². Đến ngày 1 tháng 1 năm 2011, dân số của huyện là 162527 người và mật độ 190 người/km².